# Fonts de Sant Llorenç de Morunys

## Deus naturals

### Font de les Valls
- Vegeu l'article Font de les Valls

### Font del Jaume Sala
- Vegeu l'article Font del Jaume Sala

### Font del Meló
- Vegeu l'article Font del Meló

### Font del Pere Moliner
- Vegeu l'article Font del Pere Moliner

### Font del Santuari de Lord
- Vegeu l'article Font del Santuari de Lord

### Font del torrent del Pou
- Vegeu l'article Font del torrent del Pou

### Font del torrent Torriol
- Vegeu l'article Font del torrent Torriol

### Font d'Ordrigues
- Vegeu l'article Font d'Ordrigues

## Fonts canalitzades

### Font de la capella dels Àngels
La font de la capella dels Àngels és una font canalitzada, obrada en pedra i amb aixeta de polsador a la vila de Sant Llorenç de Morunys que es troba davant de la capella dels Àngels.

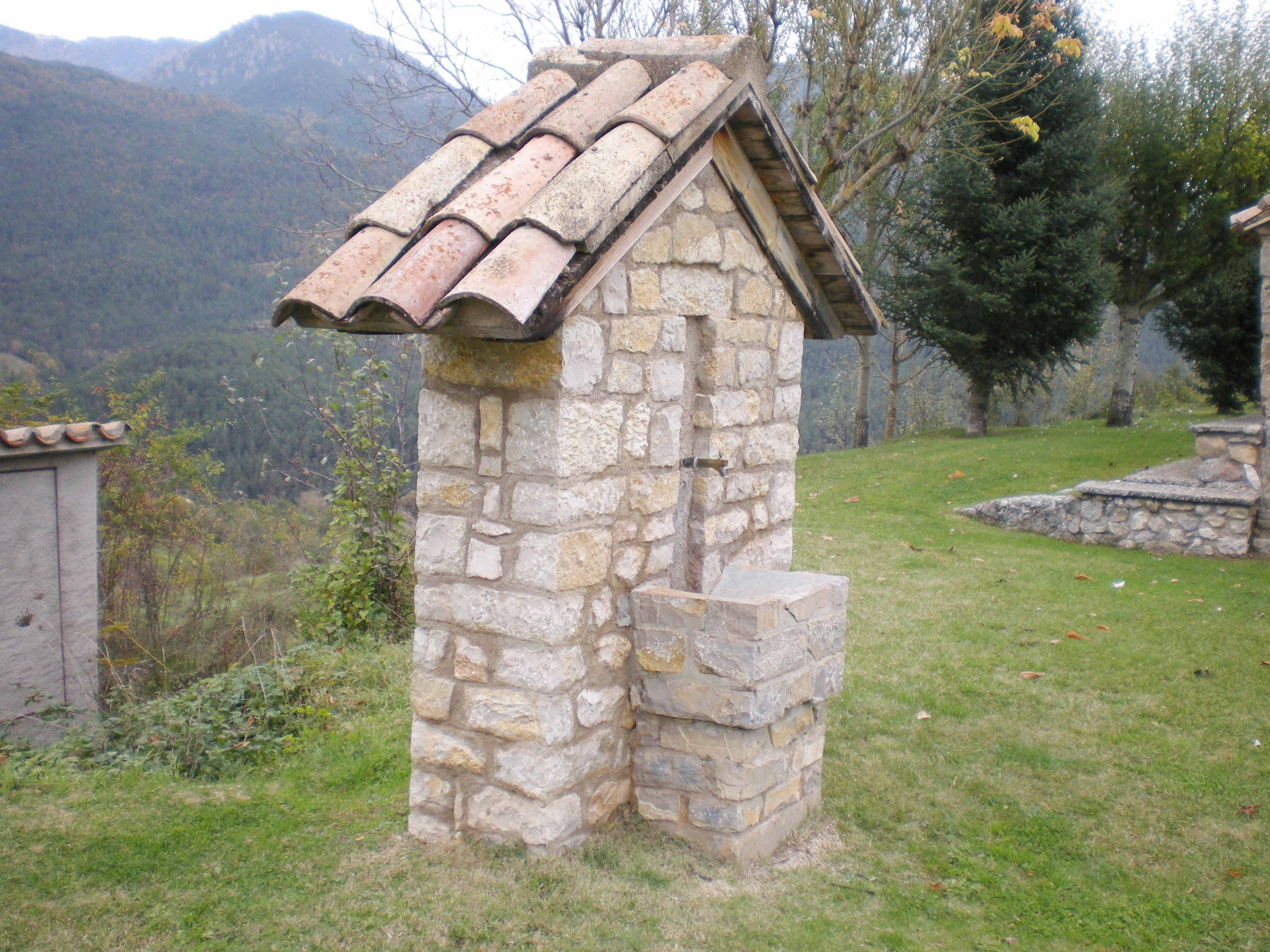
Vista de la font

### Font de la plaça de la Canal
La font de la plaça de la Canal és una font de canaleta, obrada en pedra i amb cóm sota de la mateixa que es troba adossada al mur oriental de la plaça del mateix nom a la vila de Sant Llorenç de Morunys.

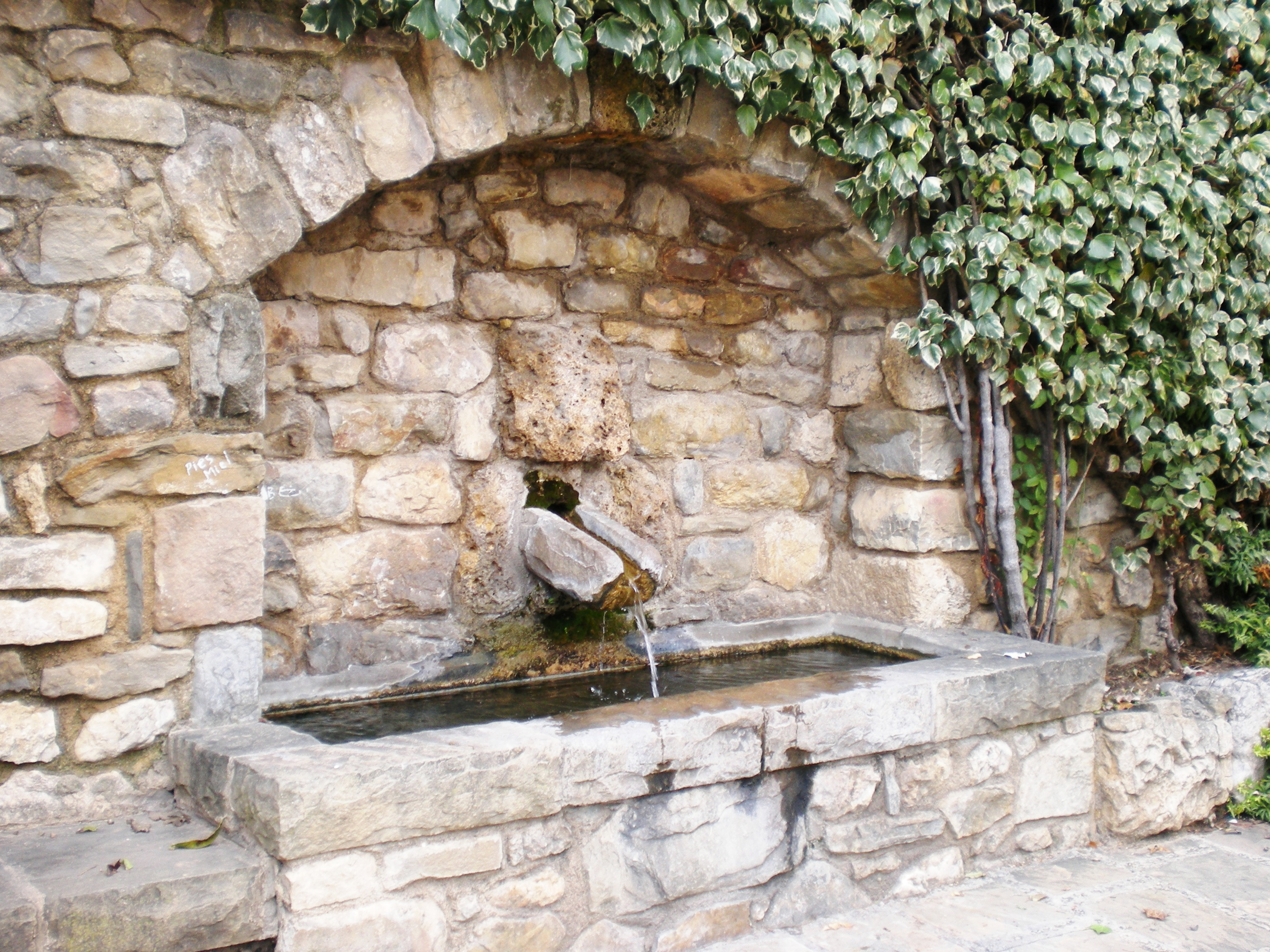
Detall de la font

### Font de la plaça de les Eres
La font de la plaça de les Eres és una font d'estructura metàl·líca, forma cilíndrica i aixeta de polsador que es troba a la banda nord-oest de la plaça del mateix nom de la vila de Sant Llorenç de Morunys. L'aigua que hi raja prové de la xarxa d'abastament d'aigües de la vila.

### Font de la plaça del doctor Ferran
La font de la plaça del doctor Ferran és una font canalitzada d'aixeta de polsador que es troba al costat nord de la plaça del mateix nom de la vila de Sant Llorenç de Morunys. L'aigua que hi raja prové de la xarxa d'abastament d'aigües de la vila.

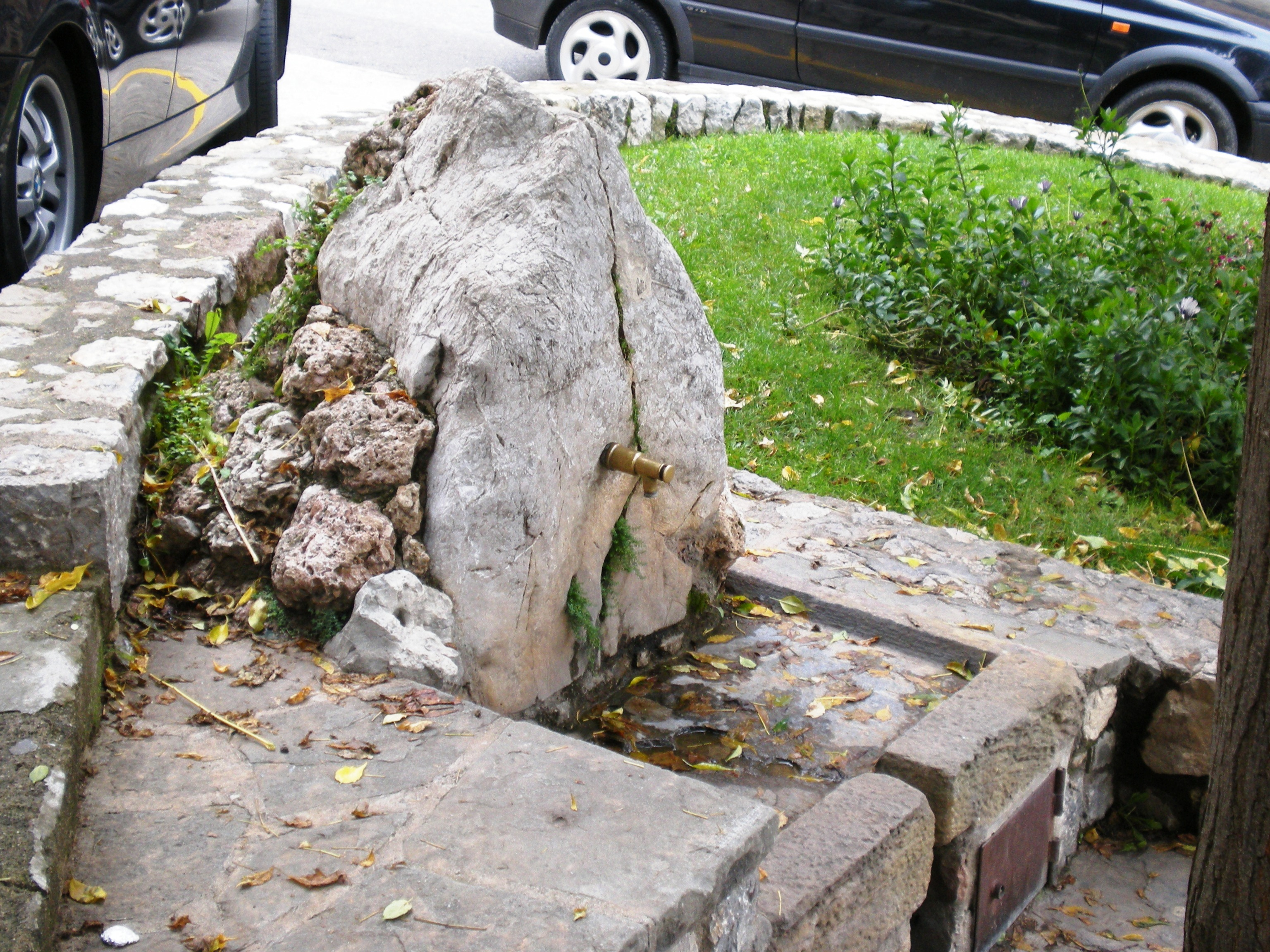
Vista de la font

### Font de la plaça del Mur
La font de la plaça del Mur és una font obrada en pedra i amb aixeta de polsador que es troba adossada al mur sud-oriental de la plaça del mateix nom a la vila de Sant Llorenç de Morunys. L'aigua que hi raja prové de la xarxa d'abastament d'aigües de la vila.

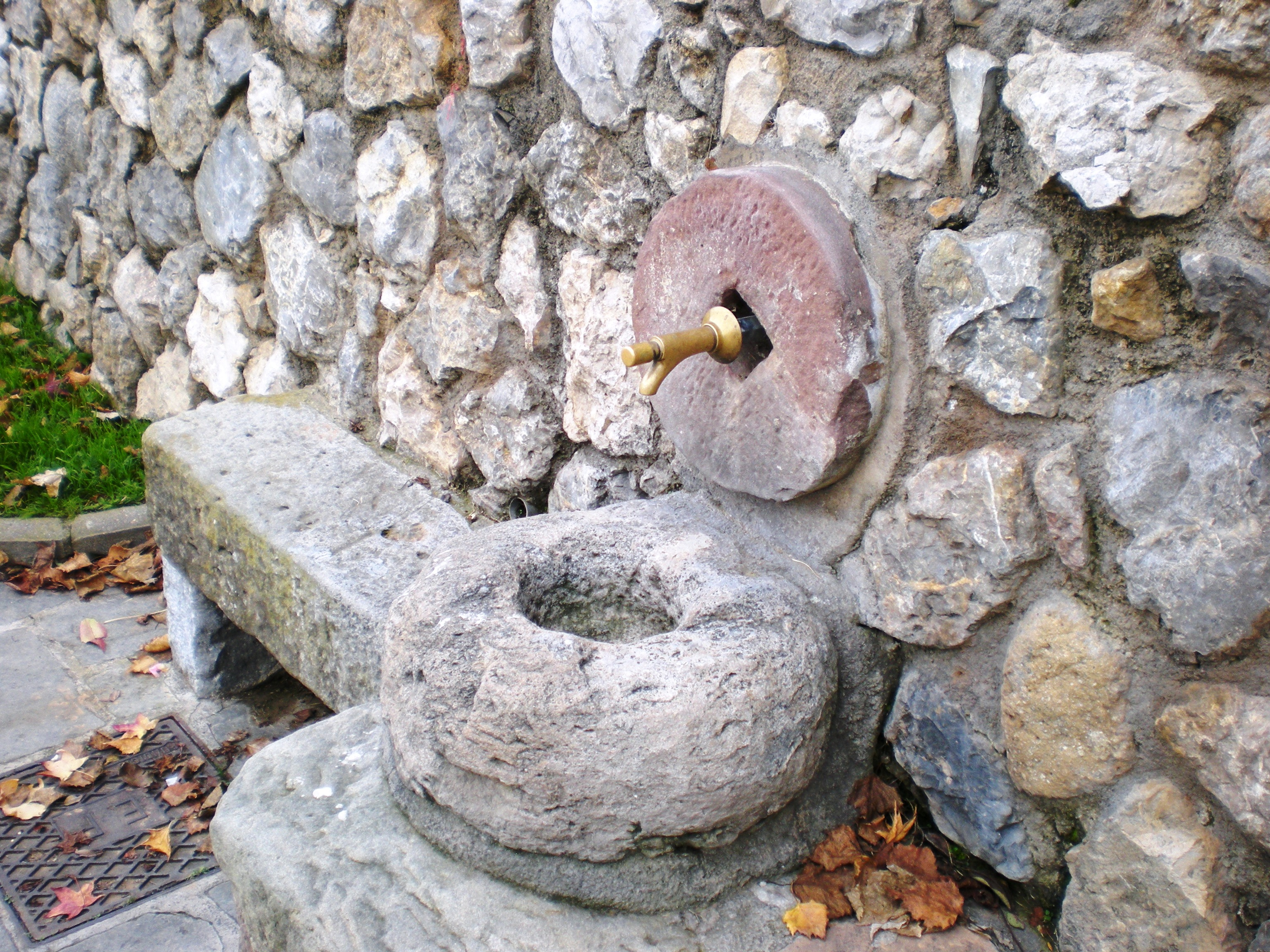
Detall de la font

### Font de la plaça del Mur (II)
La font de la plaça del Mur (II) és una font metàl·lica de sortidor i amb aixeta de polsador de peu que es troba a la plaça del mateix nom a la vila de Sant Llorenç de Morunys. L'aigua que hi raja prové de la xarxa d'abastament d'aigües de la vila.

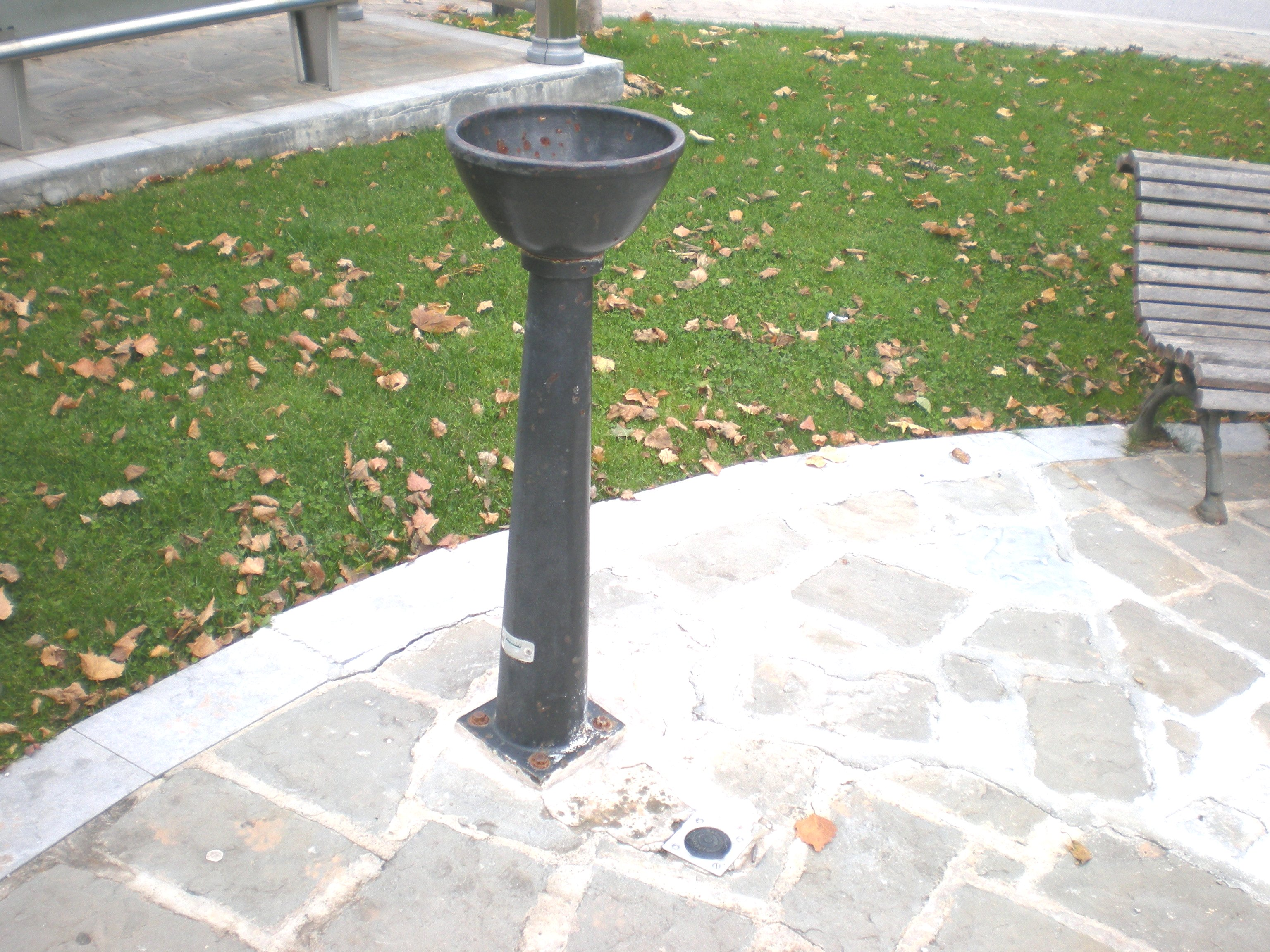
La segona font de la plaça del Mur

### Font de la plaça Major
La font de la plaça Major és una font canalitzada d'estructura metàl·líca, forma cilíndrica i aixeta de polsador que es troba al mig de la plaça del mateix nom de la vila de Sant Llorenç de Morunys.

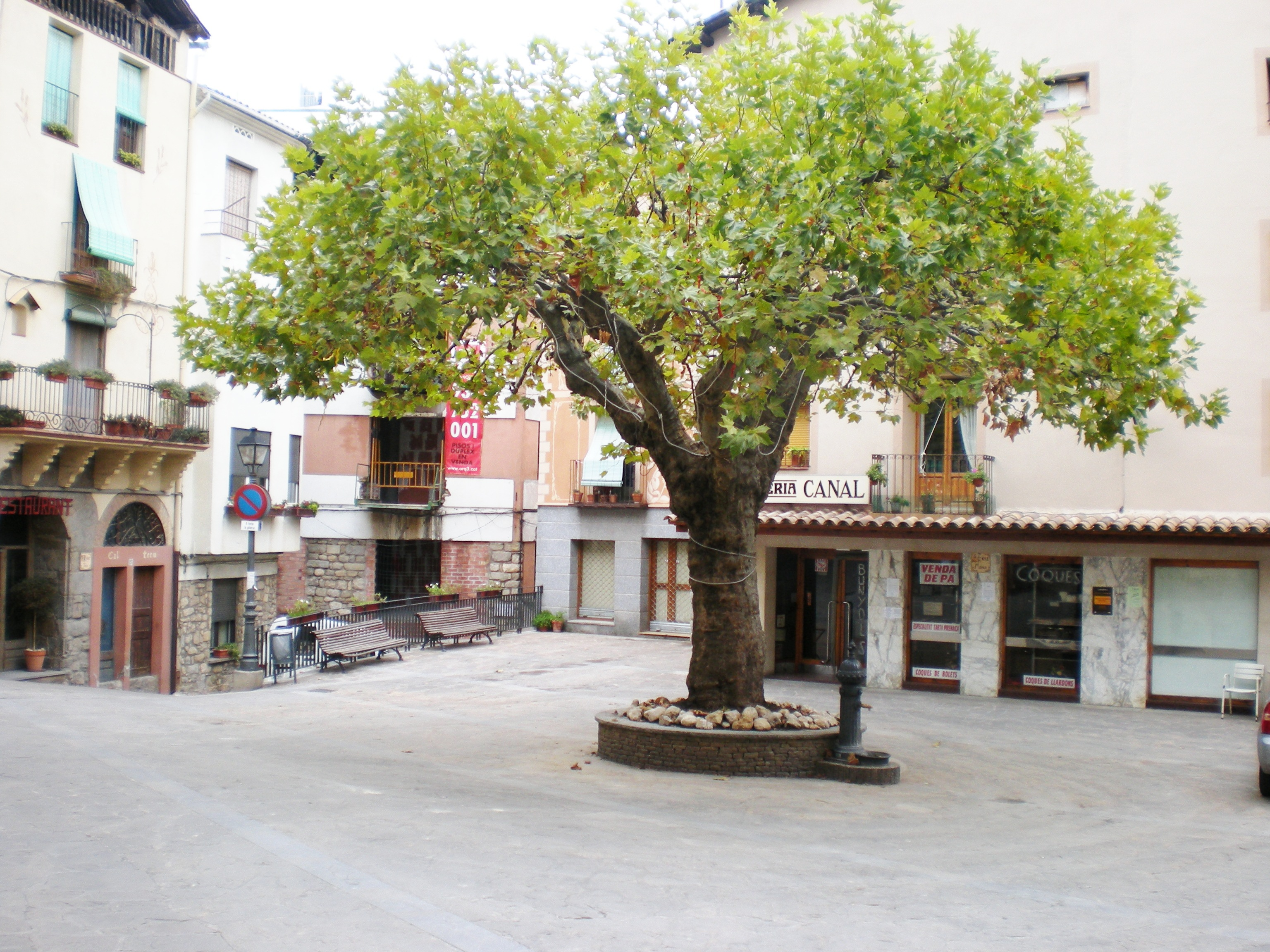
Vista de la plaça Major amb la font

### Font de la Vila
La font de la Vila és una font d'aixeta de polsador, obrada en pedra que es troba adosada al mur de la casa de Cal Custodi, al núm 13 de carrer de l'Esperança de la vila de Sant Llorenç de Morunys.
Tot i que actualment està connectada a la xarxa d'abastament d'aigües de la vila, antigament era una deu natural que abastava tot el poble.

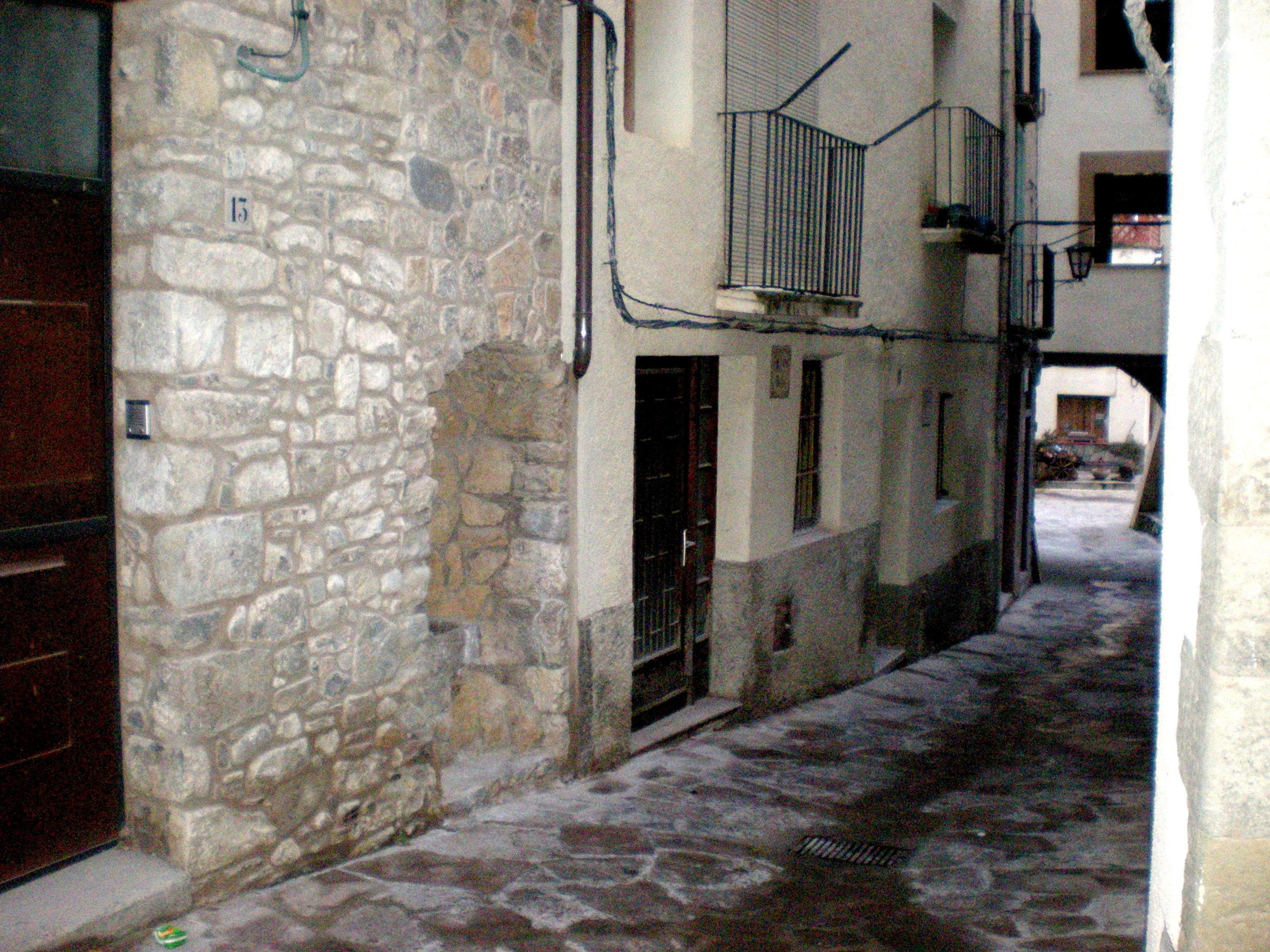
Situació de la font de la Vila

### Font de l'Era Nova
La font de l'Era Nova és una font d'aixeta de polsador, obrada en pedra i amb cóm lateral que es troba adosada al mur d'una edificació del costat occidental d'aquesta la plaça de la vila de Sant Llorenç de Morunys. L'aigua que hi raja prové de la xarxa d'abastament d'aigües de la vila.

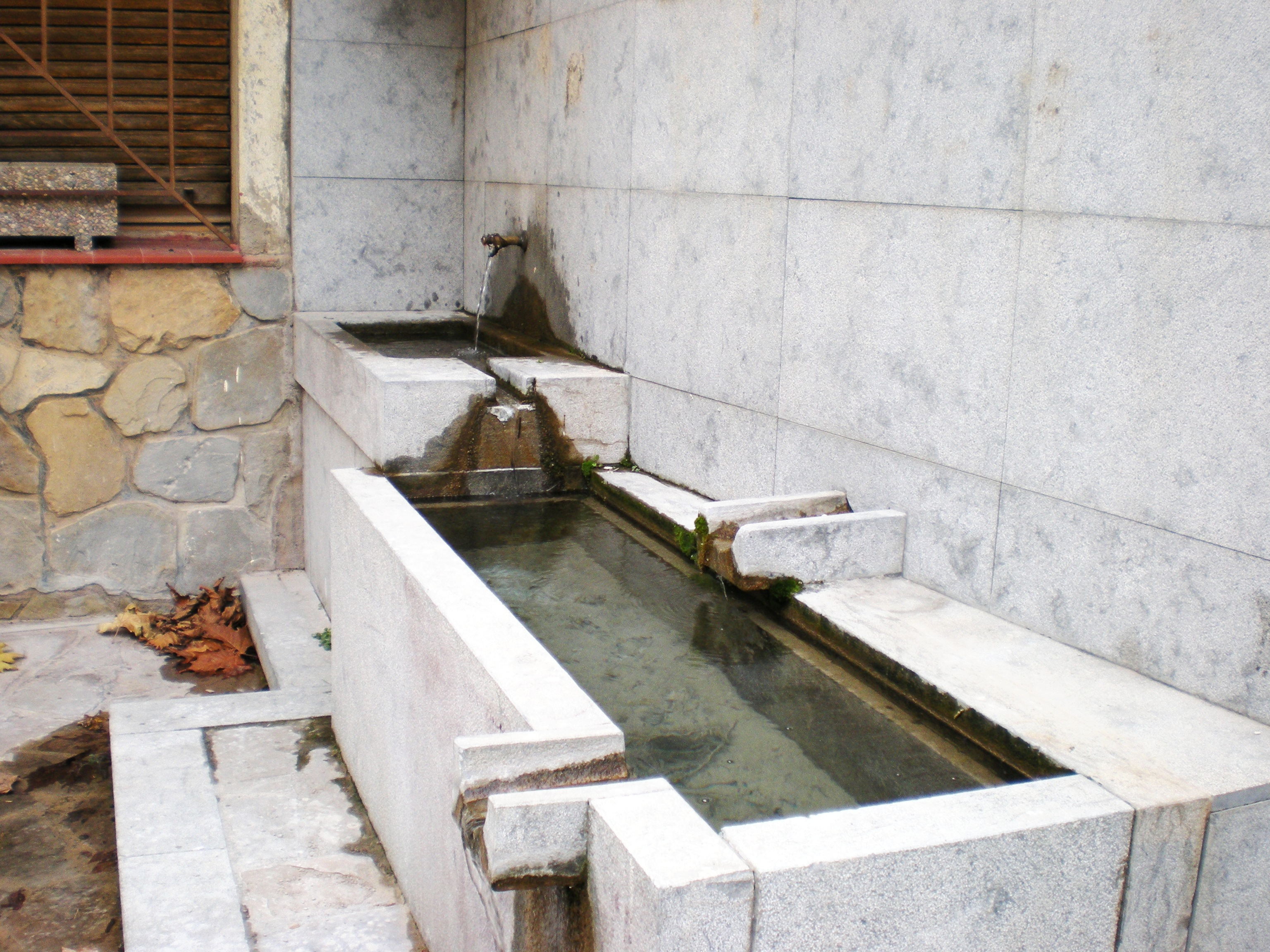
Detall de la font

### Font del pati de les Escoles
La font del pati de les Escoles és una font canalitzada, obrada en pedra i amb aixeta de polsador que es troba adosada al mur que separa els dos nivell del pati de les escoles de la vila de Sant Llorenç de Morunys.

### Font dels Enamorats
La font dels Enamorats és una font canalitzada, obrada en pedra, i amb aixeta de polsador i cóm sota de la mateixa que es troba al terme municipal de Sant Llorenç de Morunys, a la vora la carretera que mena d'aquesta vila a Coll de Jou. Està connectada a la xarxa d'aigües de la vila.

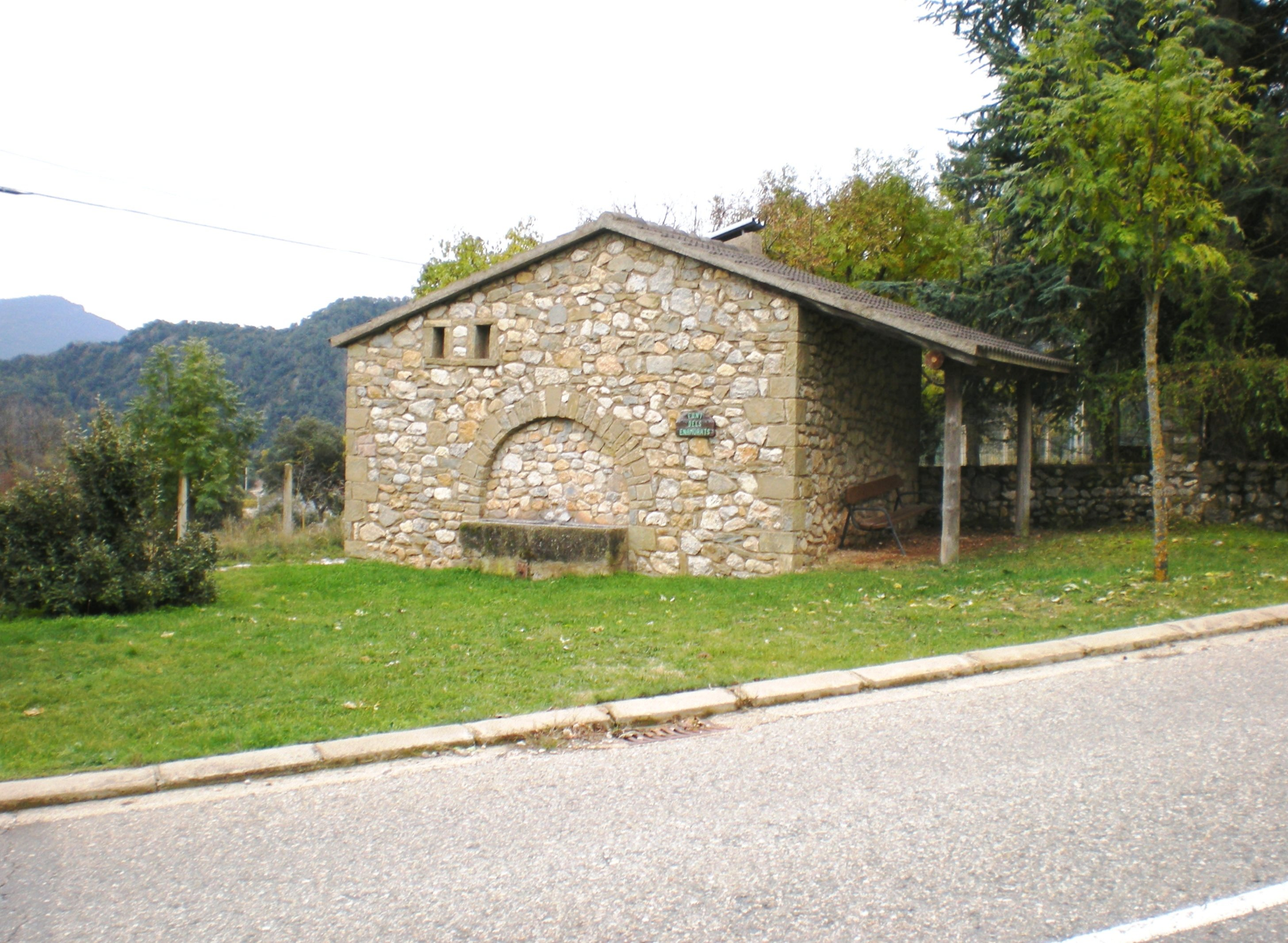
Entorn de la font